# Marijka Modewa
Marijka Modewa (bułg. Марийка Модева; ur. 4 kwietnia 1954) – bułgarska wioślarka, dwukrotna medalistka olimpijska oraz wicemistrzyni świata.

## Kariera
Wystąpiła na igrzyskach olimpijskich w Montrealu w 1976, gdzie osada Bułgarii w składzie: Ginka Gjurowa, Lilana Wasewa, Reni Jordanowa, Marijka Modewa i Kapka Georgiewa (sternik) zdobyła srebrny medal w czwórkach ze sternikiem. W finale uplasowały się o 3,16 sekundy za osadą NRD i o 1,14 sekundy przed osadą osadę ZSRR. Był to debiut tej konkurencji w programie olimpijskim. Na rozgrywanych cztery lata później igrzyskach olimpijskich w Moskwie wspólnie z Ginką Gjurową, Ritą Todorową, Iskrą Welinową i Nadją Filipową wywalczyła w tej samej konkurencji kolejny srebrny medal medal. Tym razem w finale o 1,48 sekundy przegrały z NRD, a o 0,17 sekundy wyprzedziły ZSRR.
W czwórkach ze sternikiem zdobyła również srebro na mistrzostwach świata w Nottingham (1975). Bułgarki startowały tam w tym samym składzie co na igrzyskach w 1976. Była też czwarta w tej konkurencji na mistrzostwach świata w Hamilton (1978) i mistrzostwach świata w Bledzie (1979).